# Chuhandanda
Chuhandanda – gaun wikas samiti we wschodniej części Nepalu w strefie Kośi w dystrykcie Terhathum. Według nepalskiego spisu powszechnego z 2001 roku liczył on 735 gospodarstw domowych i 4160 mieszkańców (2182 kobiet i 1978 mężczyzn).